# Lehotai Attila
Lehotai Attila (Gyöngyös, 1966. július 5. –) magyar sífutó, sílövő.

## Életpályája
1978-tól, 6 éven át volt a Gyöngyösi Vasutas SC sportolója, 1980-ban Salgótarjánban, a Serdülő sifutó Országos bajnokságon egyéni második helyezést ért el.-1981-ben a légpuskás sílövészetben csapata a serdülő csapatbajnokságon kétszer is első lett. A következő évben az Ifjúsági sífutó Országos bajnokságon az egyéni7 km-en, bajnoki címet szerzett, 1982 februárban az Ifjusági sílövő Országos bajnokságon 10 km egyéniben szintén bajnok lett, majd másnap az egyéni sprint sílövő számában ezüst érmet szerzett. 1983-ban az ifjúsági csapatbajnokságon sílövészetben (15 km), csakúgy, mint 1984-ben, háromszor (10 km, 15 km, váltó) győzelmet aratott csapatával, és az Ifjusági sílövő Országos bajnokságon egyéniben második helyezést szerzett. 
1984 augusztus 28-tól, átigazolással, a Honvéd Zalka Sportegyesületben sportolt tovább, 1985. január 30-án Galyatetőn a Magyar Néphadsereg Bajnokságán ugyszintén egyéni bajnoki címet ért el, a 10 km-es Sífutásban. 
Nemzetközi versenyeredményei: többek közt:1985 szeptember05 én, a Dusnyki Zdróy rangos Nemzetközi nyári sílövőversenyen egyéni második hely, másnap az egyéni sílövészet sprint számában egy harmadik helyezés, a juniorok mezőnyében.Sportpályafutása során talán a legsikeresebb év az 1986-os volt: csapatban sílövészetben (20 km) bajnok lett, majd februárban az országos bajnokságon, az egyéni Junior Országos Bajnokságon sprint sílövészetben 10 km-en ismét bajnoki címet szerzett. Ugyanebben a hónapban háromszoros bajnok volt csapatban 10 km-en, 15 km-en és váltóban.